# Иван Бухлев
Иван Т. Бухлев – Фанка е български просветен деец и духовник от Източна Македония.

## Биография
Бухлев е роден на 17 октомври 1857 година в сярското село Горно Броди, тогава в Османската империя, днес Ано Вронду, Гърция. Завършва педагогическото училище на Марули в Сяр и става учител. В 1883/1884 година се присъединява към Петър Сарафов и Димитър Мавродиев като учител в българското училище в Сяр. В края на 1884 година след клевети от гръцките духовни власти, заедно с други български общественици е арестуван и предаден на военен съд. Осъден е на четири години заточение в Диарбекир. Първоначално лежи една година в затвора в Солун, а впоследствие е преместен за още една година в Халеб. След това е заточен в Диарбекир, където остава в периода 1887 – 1888 година.
По-късно се преселва се в Станимака. През 1892 година чрез хаджи Йерамия църквата „Света Богородица - Благовещение“ е предадена на отец Иван Бухлев и оттогава в нея се служи на български език. На 4 юни 1895 година участва в учреждението на Станимашкото македоно-одринско дружество. През 1906 година, по време на антигръцките протести в Станимака, в присъствието на отец Иван Бухлев църквата „Св. Никола“ е предадена на българското църковно настоятелство. През 1909 година намира ковчеже с църковнославянски книги в църквата „Богородица Балъклийка“. Умира на 17 юли 1916 година в Станимака.
Неговият син Александър Попиванов Бухлев (1898 – 1944) е офицер от българската армия, разстрелян без съд след Деветосептемврийския преврат от 1944 година.
При избухването на Балканската война в 1912 година горнобродчанинът Иван Бухлев, роден в 1890 година, вероятно роднина на Иван Бухлев, е доброволец в Македоно-одринското опълчение и служи в четата на Георги Занков и 6 охридска дружина.